# Elefantina
Elefantina (také Elephantine nebo Džazírat Asuán) je říční ostrov na Nilu v egyptském městě Asuán. V češtině doslovně Sloní ostrov, egyptsky a hebrejsky Jéb). Měří 1200 metrů na délku a 400 metrů na šířku a stejně jako sousední ostrovy Seheil a Kitchenerův ostrov je významným archeologickým nalezištěm, chráněným jako součást světového dědictví společně s dalšími monumenty pod společnou položkou Núbijské památky od Abú Simbelem po Philae. Nachází se na něm muzeum a vesnice domorodých Núbijců. Je to naleziště Elefantinských papyrů z důležité židovské diaspory, kde byl další chrám zasvěcený Hospodinu.

## Geografie

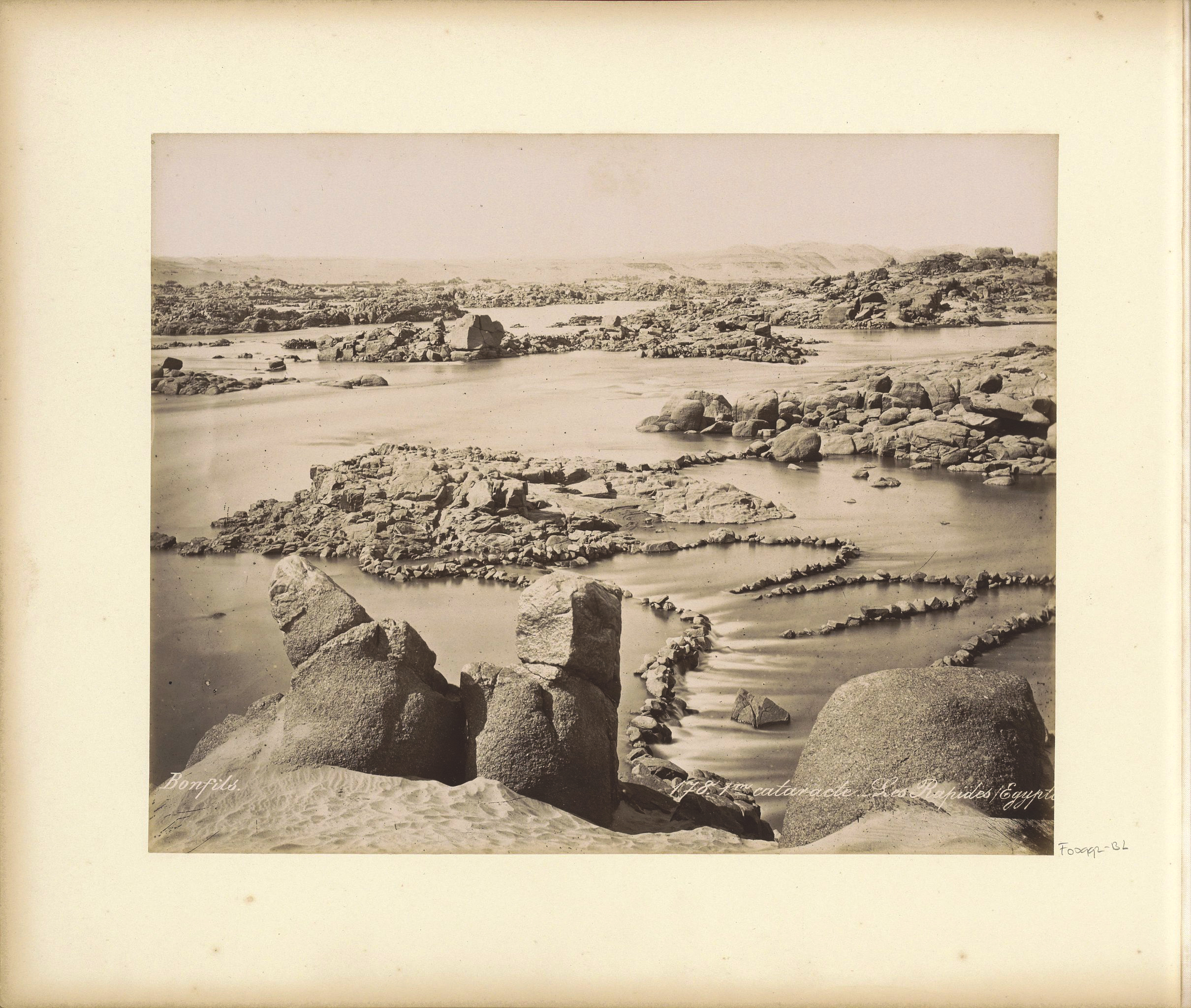
První nilský katarakta v době okolo roku 1890

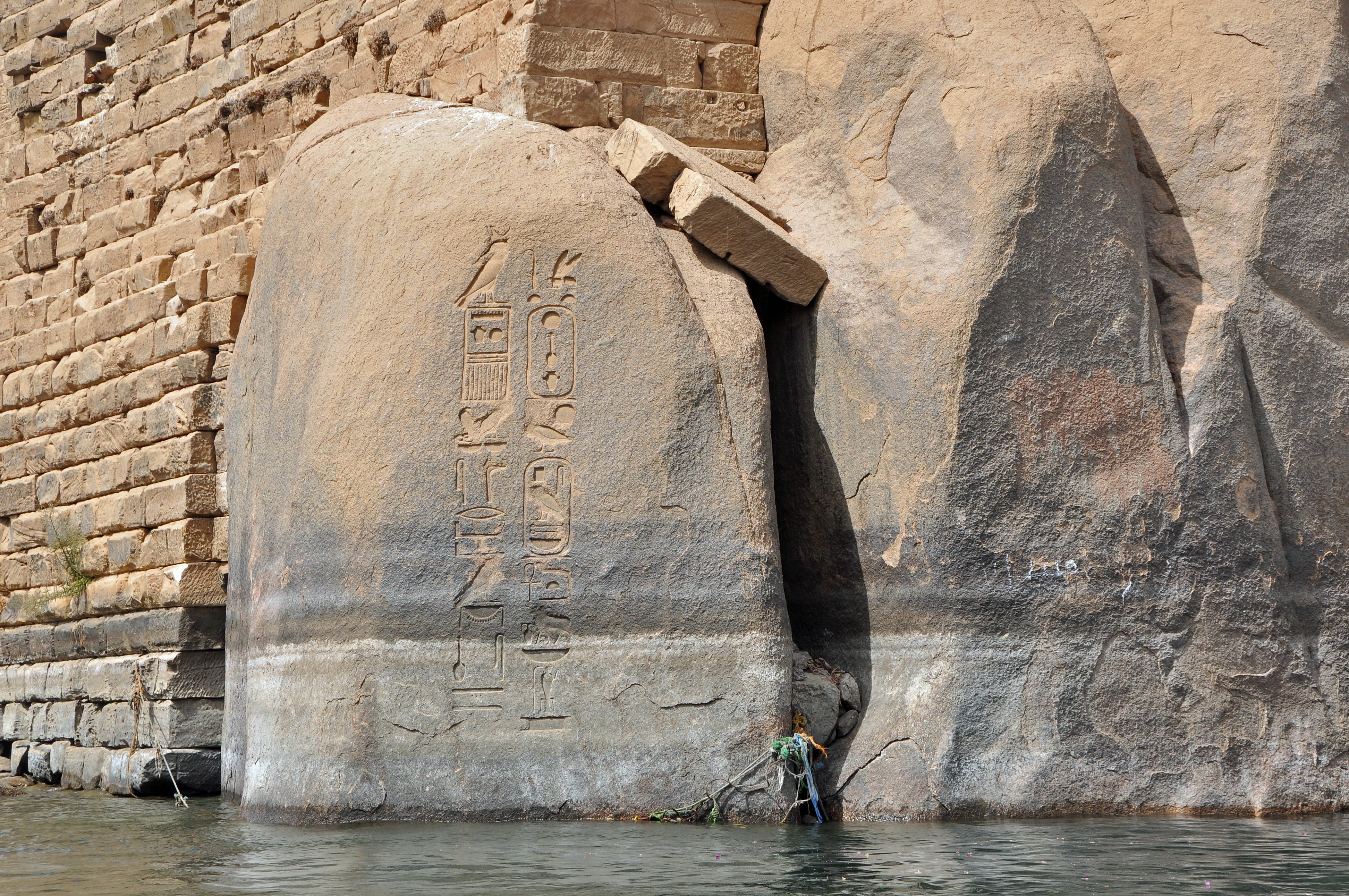
Znak vládce plavby prvním kataraktem – Psemmetik II. 26. dynastie

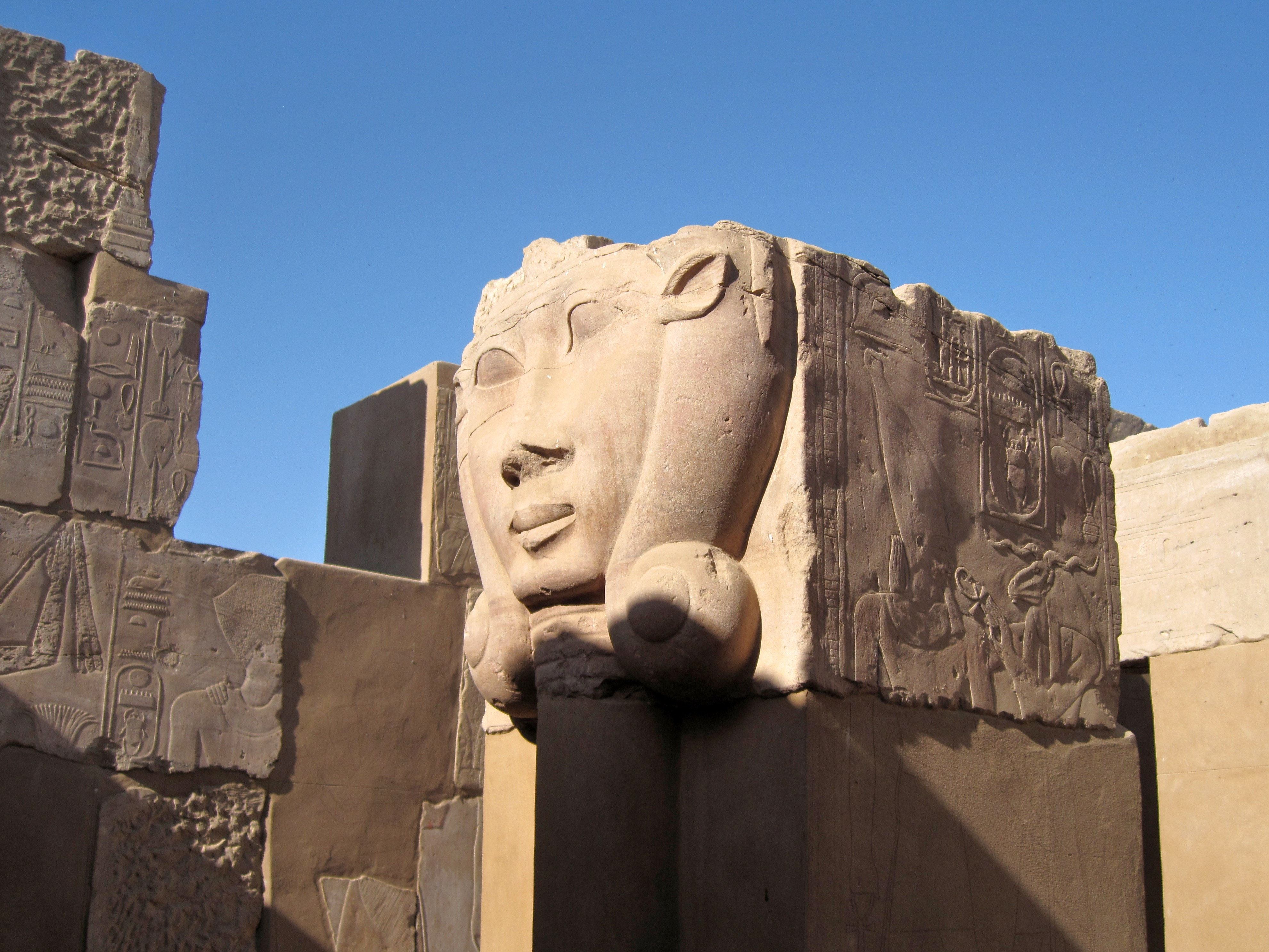
Chrám bohyně Satet, z období 18. dynastie; na boční stěně je kartuš Thutomose III.

Ve starověkém Egyptě se ostrov nazýval Abu, Řekové mu dali název Ελεφαντίνη (Sloní ostrov), což mohlo být odvozeno od protáhlého tvaru ostrova, připomínajícího sloní kel a také od toho, že se zde obchodovalo se slonovinou, nebo i od šedých a oblých balvanů na pobřeží, které připodobňují těla slonů. Díky blízkosti prvního kataraktu, který byl uznávanou jižní hranicí Egypta a Núbie, měl ostrov značný strategický význam. Nacházely se zde nilometry, kde Egypťané sledovali výšku hladiny řeky a stanovovali podle ní kalendář zemědělských prací na dolním toku.
Ostrov byl významným náboženským centrem, spojeným s kultem božstev Chnuma bohyněmi Satet (Setis) a Anuket. Průzkum, který provedl Německý archeologický ústav, na ostrově odhalil četné hroby urozených Egypťanů i Chnumův chrám s mumifikovaným beranem. Ostrov byl správním centrem nomu Ta-Seti (kraj nerostů), kde se těžila žula  a vyvážela se do celé země. Procházely tudy výpravy obchodující z afrického vnitrozemím a po nilské cestě se dopravovaly suroviny a zboží na sever.
Ostrov je znám také tím, že zde Eratosthenés z Kyrény měřil délku slunečního stínu a jejím porovnáním s údaji z Alexandrie odhadl obvod Země. 

## Osídlení

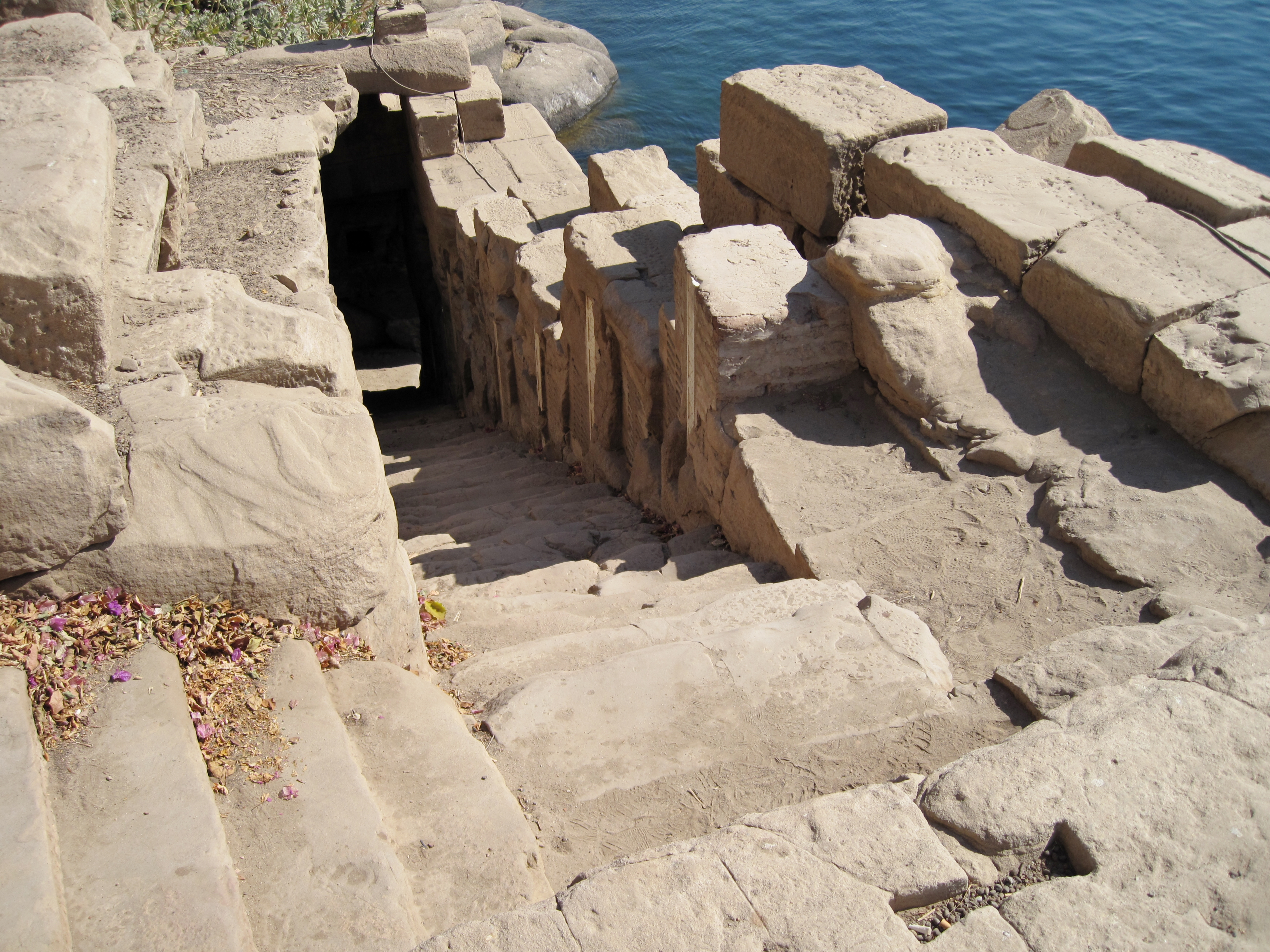
Nilometr Asuán

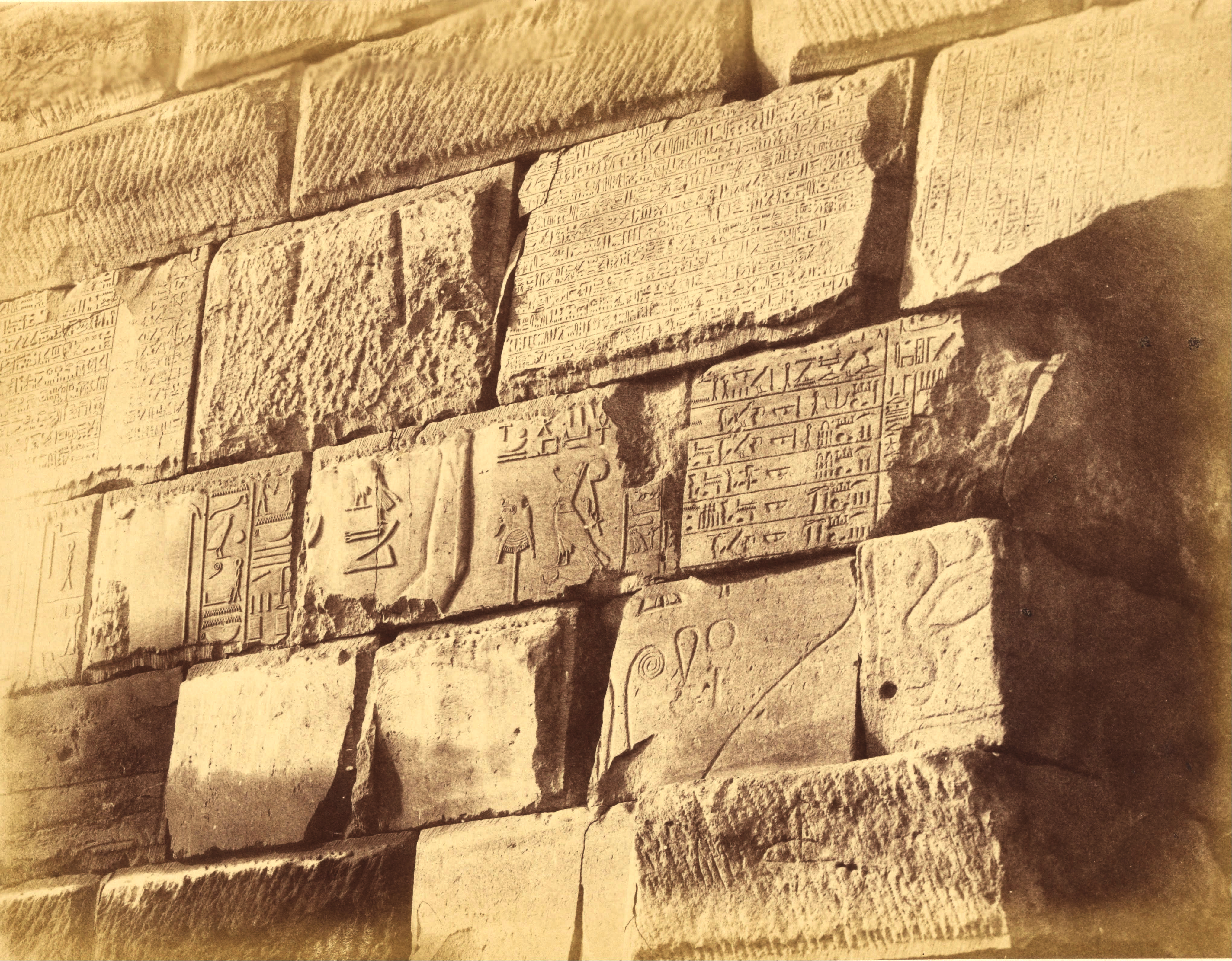
Egyptský civilní kalendář a babylonský lunární kalendář; egyptský datován k 471–437 př. n. l., babylonský 434–402 př. n. l.

Vše co zbylo ze starověkého města je mohyla široká asi 350 metrů a vysoká až 15 metrů. První vykopávky byly podniknuty na začátku 20. století, a to především za účelem hledání papyrů spíše než prozkoumání pozůstatků města. Současný program komplexního průzkumu celého města, zahájený v roce 1969, nadále odkrývá stále podrobnější důkazy o čtyři tisíce let dlouhé historii města (osady). Dosud zjištěné nejstarší stopy osídlení pocházejí z poloviny čtvrtého tisíciletí před naším letopočtem. Byly nalezeny na východním ze dvou žulových hřebenů, které tehdy zahrnovalo obyvatelnou oblast ostrova. Tento východní ostrov zachovává pozůstatky svatyně Paní města, bohyně lovu Satet. Nejstarší svatyně z doby kolem roku 3200 př. n. l. byla skromná stavba z pálených cihel mezi třemi vysokými žulami balvany.
Formování 1. dynastie a těžiště jejího vývoje se přesunulo z jihu na sever a raný egyptský stát byl centrálně řízen z Memfisu. Město na ostrově bylo ve 2. dynastii ohrazeno velkou zdí a byla zde zbudována ochranná pevnost. V pozdějších období 4. dynastie se na Elefantině prosadil kult faraona Snofrua, přičemž zde bylo vystavěna menší pyramida. Během 6. dynastie se stavebně rozšířil chrám bohyni Satet, ochránkyně ostrova a prvního kataraktu.
Závislost na mohutnosti záplav Nilu na úrodu v Dolním Egyptu vedla k zbudování měřicích míst nilometrů a vedení záznamů o výši průtoku. Archeologické expedice v lokalitě chrámu bohyně Satet odhalily nepřerušenou sérii stavebních fází sahajících až do raně dynastického období. Zatímco vládci Staré Říše věnovali chrámu Satet na Elephantine jen několik votivních darů, Antef II.  (11. dynastie) byl prvním králem, který postavil kapli pro Satet a boha Chnuma, který byl ochráncem plodnosti a byl pokládán za Pána země kataraktů nebo také za Dárce vody, jak dokumentují nápisy na zárubních. Chnum byl lokálním bohem v charakteristickém zobrazení s beraní hlavou.
Za králů 30. dynastie začala pro Elephantinu další éra prosperity, která pokračovala za Ptolemaiovců a poté, počínaje rokem 30 př. n. l., za Římanů. Nachtnebef z období Nové říše nechal přistavět k chrámu Chnuma kapli. Jeho druhý nástupce, Nectanebo II. zahájil novou velkou stavbu budovy, ale podařilo se pouze dokončit svatyni a malé předhradí. Ptolemaiovci, zejména Ptolemaios VI. a Ptolemaios VIII. Euergetés II., obnovili stavbu chrámu, který byl nakonec dokončen až za římského císaře Augusta, když byla také postavena velká říční terasa. Podstatně menší, ale také dobře vybavený s říční terasou a nilometrem, byl nový chrámový komplexu bohyně Satet.

## Židovská kolonie na Elefantině (Jébu)
Pro 6. století před Kristem je doložena pozoruhodná a velmi svébytná vojenská kolonie, kterou tvořili židovští emigranti po rozvrácení jejich země. Byly zde nalezeny aramejsky psané papyry, které jsou ohledně Židů zde jediným zdrojem informací. O kolonii není zmínka v Bibli. Z papyrů vyplývá, že zde byl i chrám, kde se přinášely oběti Hospodinu, obdobný chrámu v Jeruzalémě, ale vnějšně jiný. Našla se jen plošina – zbytek nádvoří s jedním rozměrem 14 metrů.
Když si Egypt podmanili Peršané roku 525 před Kristem, zbořili egyptské chrámy, ale překvapivě a nevysvětlitelně nikoliv tento židovský. To však nepřispělo k dalšímu soužití. Když roku 419-418 před Kristem  perský král Dareios II. upravil pro kolonii slavení hodu velikonočního beránka, pobouřilo to egyptské ctitele boha s beraní hlavou (Chnuma), proto byl roku 410 před Kristem židovský chrám poprvé zničen. Definitivně určitě po roce 399 před Kristem. Židé velmi usilovali o obnovu chrámu, neboť je doložena korespondence s autoritami v mateřské zemi. Psali do Jeruzaléma i Samaří. Tak je možné, že k nějaké rekonstrukci došlo. Hovoří se tak v listinách z roku 408 před Kristem, ale nevíme o znovuzasvěcení chrámu.
Svébytnost židovského chrámu v Elefantině (hebrejsky Jébu), respektive jeho praxe shrnuje Miloš Bič: „nelze v nich vidět pravověrné představitele židovstva“.  Je zde totiž možný i synkretismus s uctíváním Hospodina a Aštarté jako jeho manželky pod názvem Anat-Jahu. 
Z pozdější doby je jiný židovský chrám v Dolním Egyptě: v Leontopoli.